# サーバー送信イベント
サーバー送信イベント (Server-Sent Events/ SSE ) は、クライアントがHTTP接続を介してサーバーから自動更新を受信できるようにするサーバープッシュテクノロジーである。

## 解説
最初のクライアント接続が確立された後にサーバーがクライアントへのデータ送信を開始する。これは通常、メッセージの更新や継続的なデータストリームをブラウザクライアントに送信するために使用され、クライアントがイベントストリームを受信するために特定のURLをリクエストするイベントソース(EventSource)と呼ばれるJavaScript APIを介して、ネイティブのクロスブラウザストリーミングを強化するように設計されている。イベントソースAPIは、WHATWGによってHTML5の一部として標準化されている。SSEのメディアタイプは「text/event-stream」である。

## 歴史
SSEメカニズムは、2004 年に始まった「WHATWG Web Applications 1.0」提案の一部としてIan Hicksonにより初めて規程された。2006年9月に、Opera Web ブラウザーはサーバー送信イベントと呼ばれる実験的な機能を実装した。

## ブラウザのサポート
主要な最新ブラウザはサーバー送信イベントをサポートしている。
- Firefox6 以降
- Google Chrome 6 以降、
- Opera 11.5 以降
- Safari 5 以降
- Microsoft Edge 79 以降